# Брёйкер, Жюль де
Жюль де Брёйкер (нидерл. Jules de Bruycker, 29 марта 1870, Гент — 5 сентября 1945, там же) — бельгийский художник. Работал в технике акварели, графики, офорта.

## Биография
Жюль де Брёйкер родился и провёл детство на улице Ян Брейделстрат в историческом центре Гента, рядом с Замком графов Фландрии. Его семья управляла небольшим бизнесом. 
Художественный талант Жюля проявился в раннем возрасте и он начал изучать живопись в Академии изящных искусств. Когда его отец умер четыре года спустя, он прекратил посещать художественные классы и присоединился к семейному бизнесу. 
После девятилетнего перерыва де Брёйкер снова поступил в Гентскую академию. Его учителями были Тео Канелл, Луи Тийггадт и Жан Дельвин. 
Де Брёйкер впервые выставил свои работы на Гентском салоне в 1903 году. Тогда правительство купило его акварель «Тряпичный рынок» (Voddenmarkt). 
С 1906 года он начинает работать в технике офорта. 
В 1914—1919 году Де Брёйкер жил в Лондоне, после чего вернулся в Гент.
Де Брейкер был назначен корреспондентом Королевской академии Бельгии в 1923 году и стал действительным членом в 1925 году. 
В 1922-1924 годах он сделал несколько гравюр, но работал над 16 эскизами гравюр на дереве для нового издания "Уленшпигеля" Шарля де Костера.
В 1925 году Де Брейкер навестил своего друга Франса Мазереля в Париже. Мазерель вдохновил его поработать над архитектурными видами, результатом чего стала серия гравюр с изображением соборов во Франции и Бельгии.
В 1927 году он получил национальную премию в области изобразительного искусства.

## Творчество
Родной город Гент стал важным объектом творчества Жюля де Брёйкера. Он неоднократно изображал городские пейзажи и памятники архитектуры, в особенности — церковь Святого Николая и Замок графов Фландрии, рядом с которыми жил в детстве. О его интересе к архитектуре свидетельствует созданная им серия офортов с изображениями соборов Фландрии и Франции.
В то же время в творчестве Де Брёйкера уделяется внимание бедным «маленьким» людям. Героями его работ были бедняки, старики, уличные дети, а также среда их повседневной жизни — бедные районы, блошиные рынки.